# 502

## Decese
- dată necunoscută: Genoveva din Paris  (n. 423)